# Tecution helenicola
Tecution helenicola är en spindelart som beskrevs av Benoit 1977. Tecution helenicola ingår i släktet Tecution och familjen sporrspindlar. Inga underarter finns listade i Catalogue of Life.